# Myoxocephalus octodecemspinosus
Myoxocephalus octodecemspinosus är en fiskart som först beskrevs av Mitchill, 1814.  Myoxocephalus octodecemspinosus ingår i släktet Myoxocephalus och familjen simpor. Inga underarter finns listade i Catalogue of Life.